# Heinz Poll (Choreograf)
Heinz Poll (* 18. März 1926 in Oberhausen; † 30. April 2006 in Cleveland Heights, Ohio) war ein deutschamerikanischer Tänzer und Choreograf.

## Leben
Poll wurde zunächst ab 1946 in der Folkwang-Schule in Essen zum Tänzer ausgebildet. Danach arbeitete er in Ost-Berlin, verließ die Stadt aber aus politischen Gründen und ging 1951 nach Chile zum dortigen Nationalballett.
1962 wurde er Ballettmeister des Ballet de Jeunesses musicales de France. 1964 kam er als Gast mit dem chilenischen Ballett in die USA. Er trat beim American Dance Festival auf und blieb dann in New York als Lehrer an der National Academy of Ballet unter Leitung von Thalia Mara. In Akron gründete er 1968 das Chamber-Ballett, später Ohio-Ballett, an der University of Akron mit acht Studenten. In 31 Jahren choreografierte er 60 Ballette.
1999 ging er in den Ruhestand. Er verstarb an den Folgen eines Nierenleidens.